# イオン高岡江尻店
イオン高岡江尻店（イオンたかおかえじりてん）は、富山県高岡市江尻にあるイオンリテール株式会社が運営・管理する総合スーパー（GMS）。

## 概要
1983年7月27日に「ジャスコ高岡店」として開店した。オープン当初は駅前の「MSの街」があったことから2代目を称している。しかし2011年3月にジャスコブランドが廃止された後もイオンモール高岡と区別する為に、「江尻のジャスコ」と呼ぶ高岡市民が少なからず存在する（その場合、イオンモール高岡の方を指すときにはイオンと呼ぶ）。イオングループのテナントについては、本店内を「高岡店」、イオンモール高岡内を「高岡南店」とすることで区別していた。その後、2024年10月の改装・店名変更により正式に「江尻」が店名に採用されることになった。

## 沿革
- 1983年（昭和58年）7月27日 - ジャスコ運営の「ジャスコ高岡店」として開店。
- 2002年（平成14年）9月19日 - 当店から約4キロ南に北陸最大規模のイオンモール高岡が開店（当時）。
- 2003年（平成15年）7月27日 - 開店20周年を迎える。
- 2011年（平成23年）3月1日 - GMS事業の再編に伴い、運営会社がイオンリテールに吸収合併され「イオン高岡店」へ店名変更。
- 2013年（平成25年）7月27日 - 開店30周年を迎える。
- 2020年（令和2年）4月1日 - 本店を含む全国のイオン直営売場での無料レジ袋配布終了[3]。
- 2024年（令和6年）10月18日 - 食品売り場を中心にリニューアル。同時に店舗名を「イオン高岡江尻店」へ変更[4]。

## フロアとテナント

### フロア概要
核店舗のイオン高岡江尻店と14の専門店で構成される。屋上駐車場は現在閉鎖中の為、利用不可となっている。
| 階  | フロア概要            |
| --- | --------------------- |
| R階 | 屋上駐車場（※閉鎖中） |
| 2階 | 直営売場・専門店街    |
| 1階 | 直営売場・専門店街    |

### 主なテナント
1階
- グリーンボックス（靴）
- ミスタードーナツ（ドーナツ）
- チャンスセンター（宝くじ）
- モーリーファンタジー（アミューズメント）

2階
- Kimono佳扇（呉服）
- ダイソー（100円ショップ）
- ヘルストロン（ヘルス）

※テナント情報は2022年5月時点
出店テナント全店の一覧詳細情報は公式サイト「専門店」「フロアガイド」を、営業時間およびATMを設置している金融機関の詳細は公式サイト「営業時間」を参照。

## アクセス
鉄道・路面電車
- 高岡軌道線 - 旭ヶ丘電停、江尻電停から約6分。
- 能町駅（JR西日本：氷見線・新湊線）から約18分。

自動車
- 能越自動車道 - 高岡北ICより約16分、高岡ICより約17分

駐車場
当施設の駐車場は、現在閉鎖中の屋上駐車場を含め847台である。
| 施設駐車場 | 駐車台数 | 駐車可能時間 | 備考          |
| ---------- | -------- | ------------ | ------------- |
| 平面駐車場 | 847      | 9:00 - 22:00 |               |
| 正面駐車場 | 847      | 0:00 - 23:59 |               |
| 屋上駐車場 | 847      | ※現在閉鎖中  | 高さ制限2.5ｍ |